# Louise Champoux-Paillé
Louise Champoux-Paillé est une administratrice québécoise œuvrant, entre autres, à faire valoir la représentation des femmes au sein des conseils d'administration.

## Formation académique
Louise Champoux-Paillé obtient baccalauréat en sciences économiques de l'Université Laval en 1971. Plus tard, elle obtient une maîtrise en administration des affaires (MBA) avec mention d’excellence de l'Université du Québec à Montréal en 1988. En 2007, elle obtient son diplôme d'Administratrice de sociétés certifiée du Collège des administrateurs de sociétés de l'Université Laval.

## Expérience professionnelle
Sur le plan professionnel, après avoir été l'adjointe au directeur de la planification financière de l'aéroport international Pierre-Elliott-Trudeau de Montréal (1971 - 1974), Louise Champoux-Paillé a été et est administratrice de nombreux organismes et sociétés. Elle a été, entre autres, administratrice du Mouvement d'éducation et de défense des actionnaires (2005 - 2011), de l'Ordre des chimistes du Québec (2006 - 2012), de la Fondation du Centre des auteurs dramatiques (2011 - 2013). Elle est administratrice du Musée du costume et du textile, de l'Ordre des architectes du Québec, de l'Institut québécois de planification financière. Elle est également l'administratrice et secrétaire de la Société du Parc Jean-Drapeau. De même, elle a siégé et siège sur divers comités et conseils d'administration. Elle a présidé le Bureau des services financiers du Québec (1998 - 2004), l'organisme Mentorat Québec (2008 -2009) et le Cercle des administrateurs de sociétés certifiés (2011 - 2015). Elle a également occupé des postes de direction dans plusieurs sociétés. Elle fut entre autres directrice du marketing à la Banque Nationale du Canada (1976 - 1983) de même que vice-présidente directrice et directrice générale de l'Ordre des administrateurs agréés du Québec (1997 - 1998). En 2004 et 2005, elle fut aussi consultante pour l'Autorité des marchés financiers,

## Distinctions et prix
- Membre de l’Ordre du Canada (2016)[3]
- Titre "Femme d'exception" décerné par la Fondation Y des femmes de Montréal (2016)[4],[5],[6]
- Grande ambassadrice de l'École des sciences de la gestion de l'Université du Québec à Montréal (2016)[7]
- Prix du Gouverneur Général du Canada pour l'engagement féminin (2014)[8]
- Membre distinguée (Fellow) de l'Ordre des administrateurs agréés du Québec (2013)[1]
- Chevalière de l'Ordre national du Québec (2012)[9]
- Prix Performance de l’Université du Québec à Montréal (1994), - première femme à recevoir ce prix[10]
- Membre de l’Ordre des administrateurs agréés du Québec (1992)[11]

### Autres prix et distinctions
- Prix Reconnaissance de l'Université du Québec à Montréal,
- Grande Dame des Ursulines de Trois-Rivières,
- Prix Forces Avenir 2009 dans le domaine des arts,
- Prix collectif Thérèse-Casgrain pour l'initiative Cravates Roses,
- Ordre du Père de la Sablonnière,
- Gouverneure de l'Association des MBA du Québec[2]